# Château de Laroque (Hérault)
Pour les articles homonymes, voir Château de Laroque.
Le château de Laroque est une place forte des XIe et XIIe siècles inscrite au titre des monuments historiques.
Ancien poste de guet surveillant l'accès à la vallée de l'Hérault, cet édifice domine le village de Laroque, dans le département de l'Hérault.

## Protection juridique
L'escalier d'accès, les façades et les toitures du château médiéval, ainsi que l'ancienne chapelle castrale, font l’objet d’une inscription au titre des monuments historiques depuis un arrêté du 22 janvier 1979.

## Architecture
- Le donjon date des Xe siècle et XIIe siècle. Pentagonal, il se dressait à près de 36 mètres de hauteur jusqu'à ce qu'il soit écrêté sur ordre de Richelieu, à la suite des Guerres de Rohan. D'une hauteur actuelle de 27 mètres, sa partie supérieure a été remaniée en pierres à bossage. Il abrite une cloche en son sommet qui a longtemps servi de timbre à l'horloge. Offerte en 1630 par Bertrand de Saussan, coseigneur de Laroque, cette cloche est classée depuis le 18 novembre 1942[2].

- Le corps de logis adjacent date des XIIe siècle et XIIIe siècle.

- La chapelle castrale date du XIe siècle. Elle a été agrandie au XIVe siècle sur la cour du château. Sa sacristie a été installée dans une ancienne échauguette militaire, visible de l'extérieur à l'angle du mur du donjon, reconnaissable à ses mâchicoulis.

- La demeure seigneuriale, en léger retrait des précédents bâtiments, est une énorme bâtisse remaniée au XVIe siècle. Parmi ses arcades, figure toujours taillé dans la pierre le blason de la famille de La Roque, coseigneurs de Laroque et une cour voisine abrite l'ancienne cuve baptismale en pierre de la chapelle castrale.

## Galerie

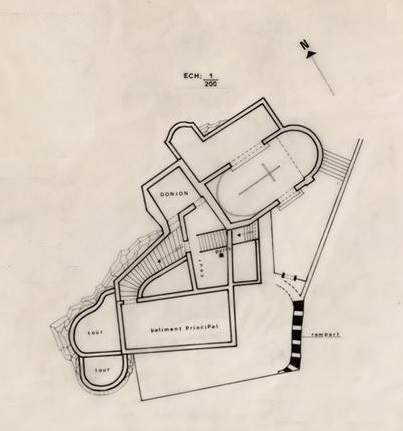
Plan du château de Laroque.
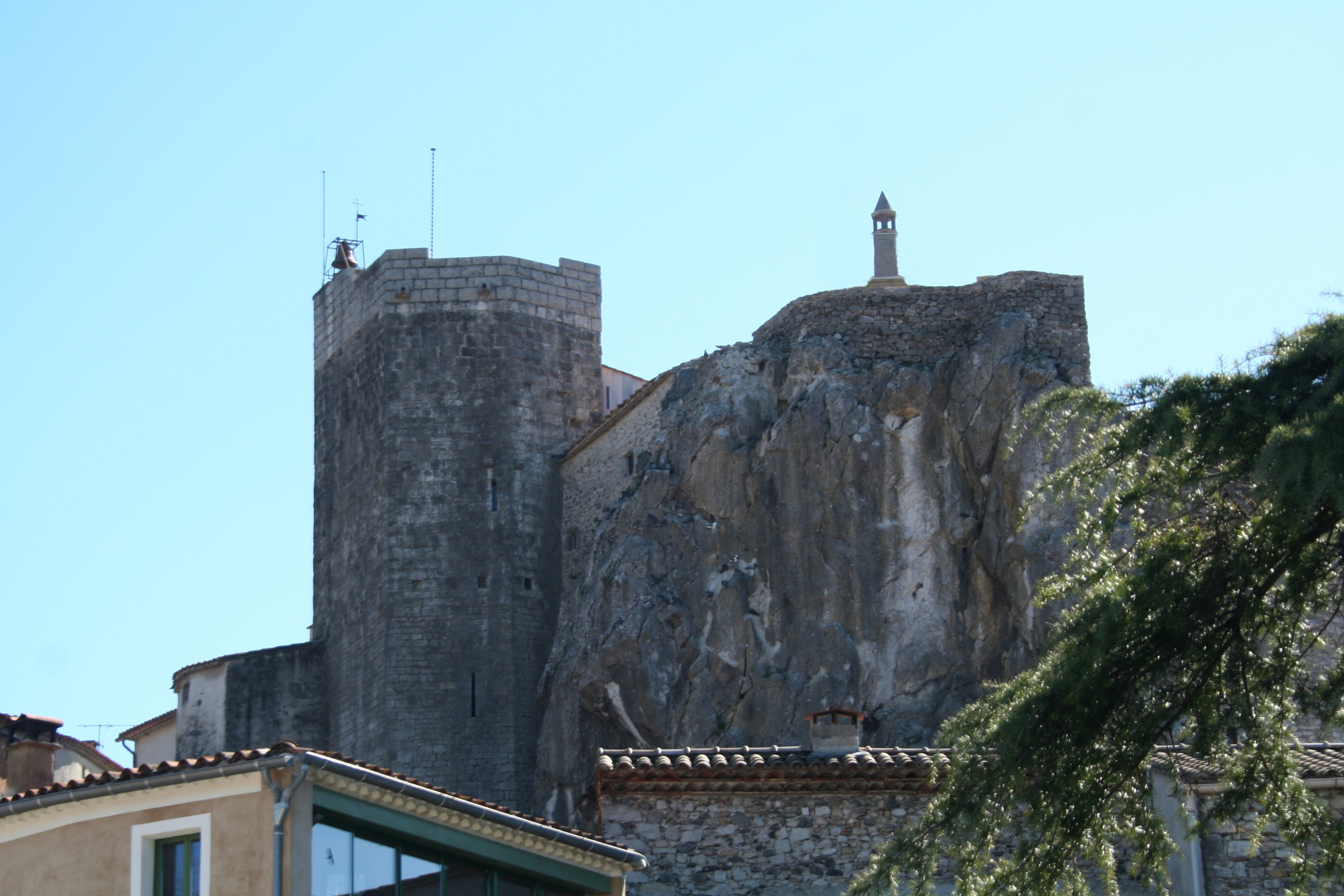
Château.
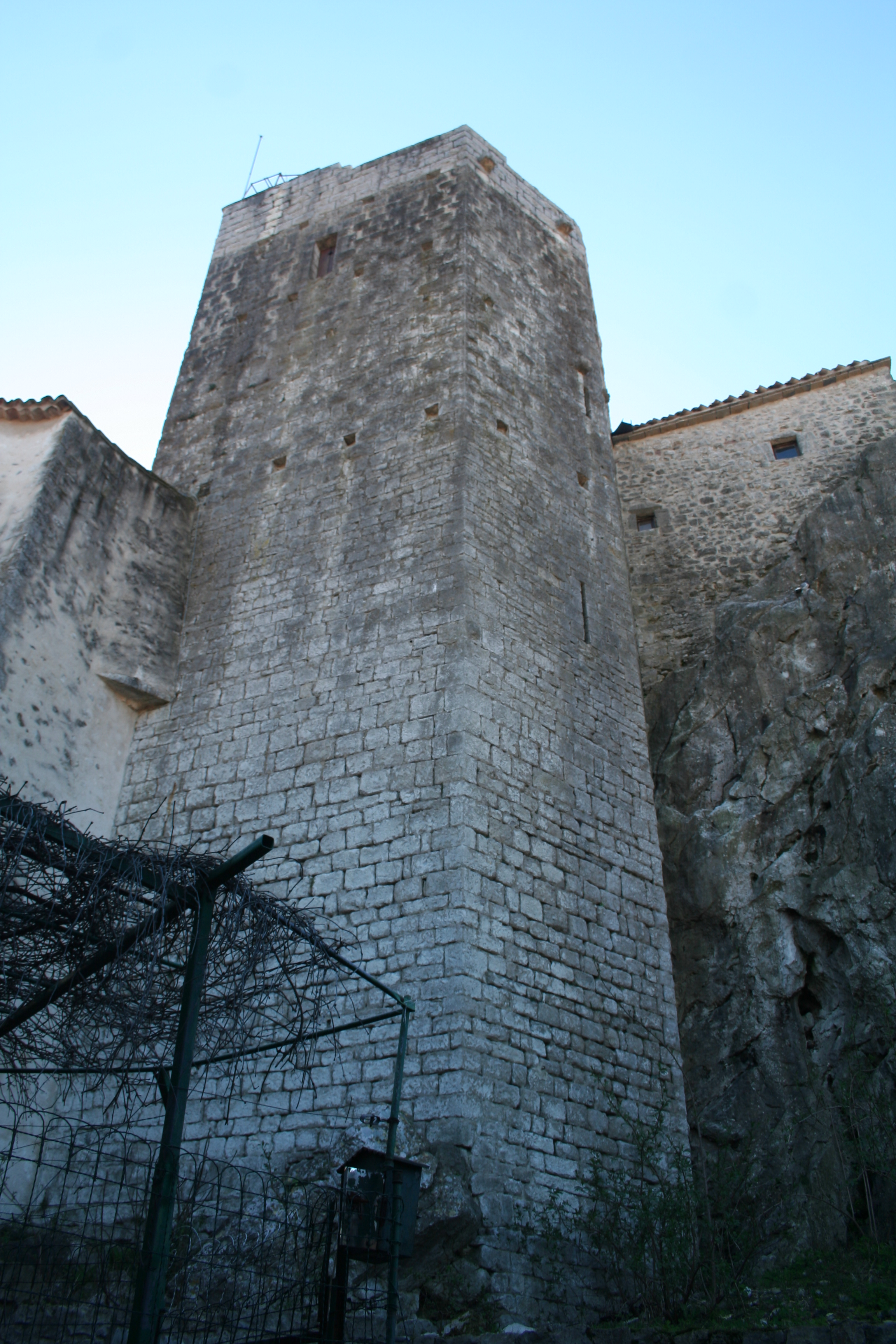
Château.
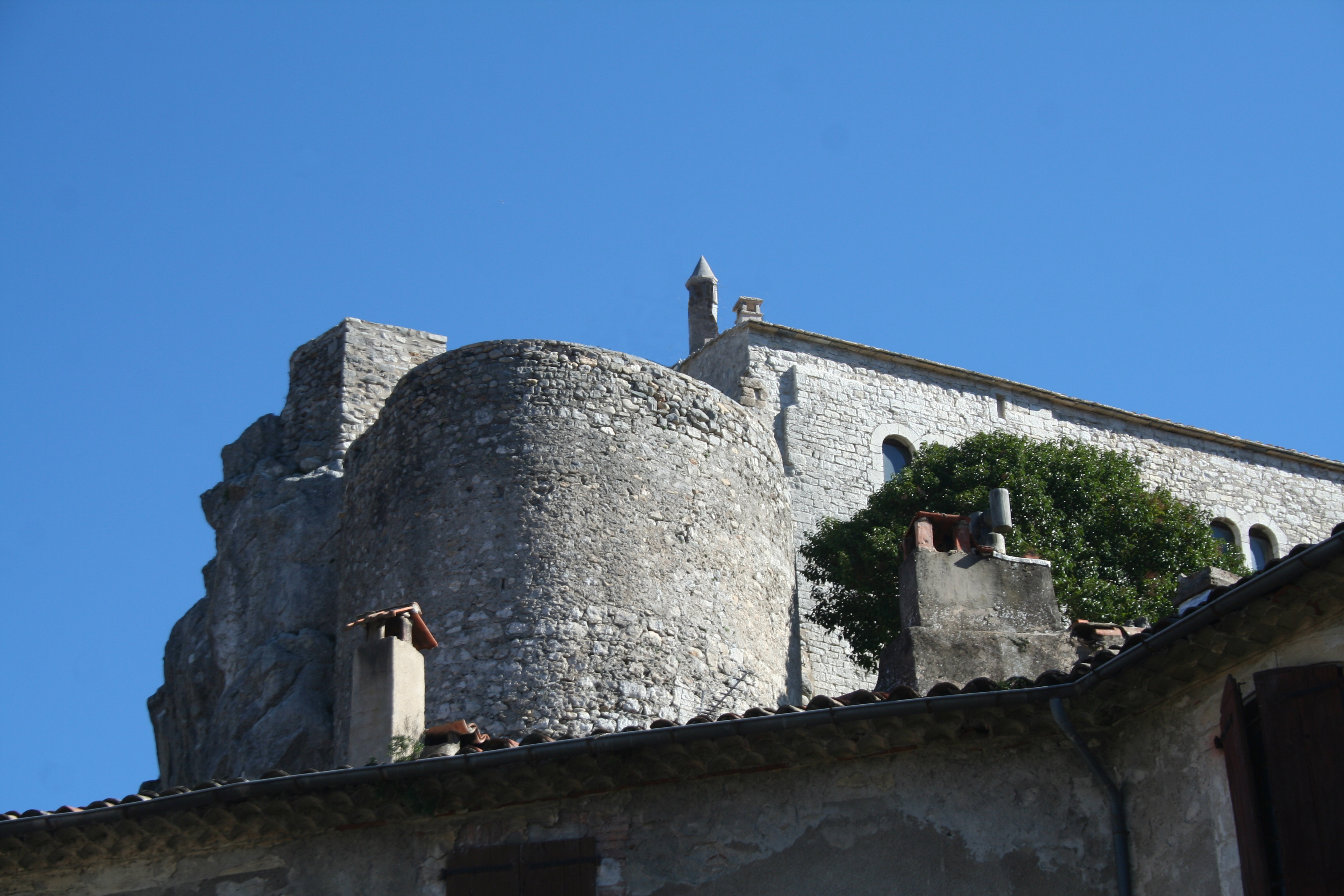
Château.
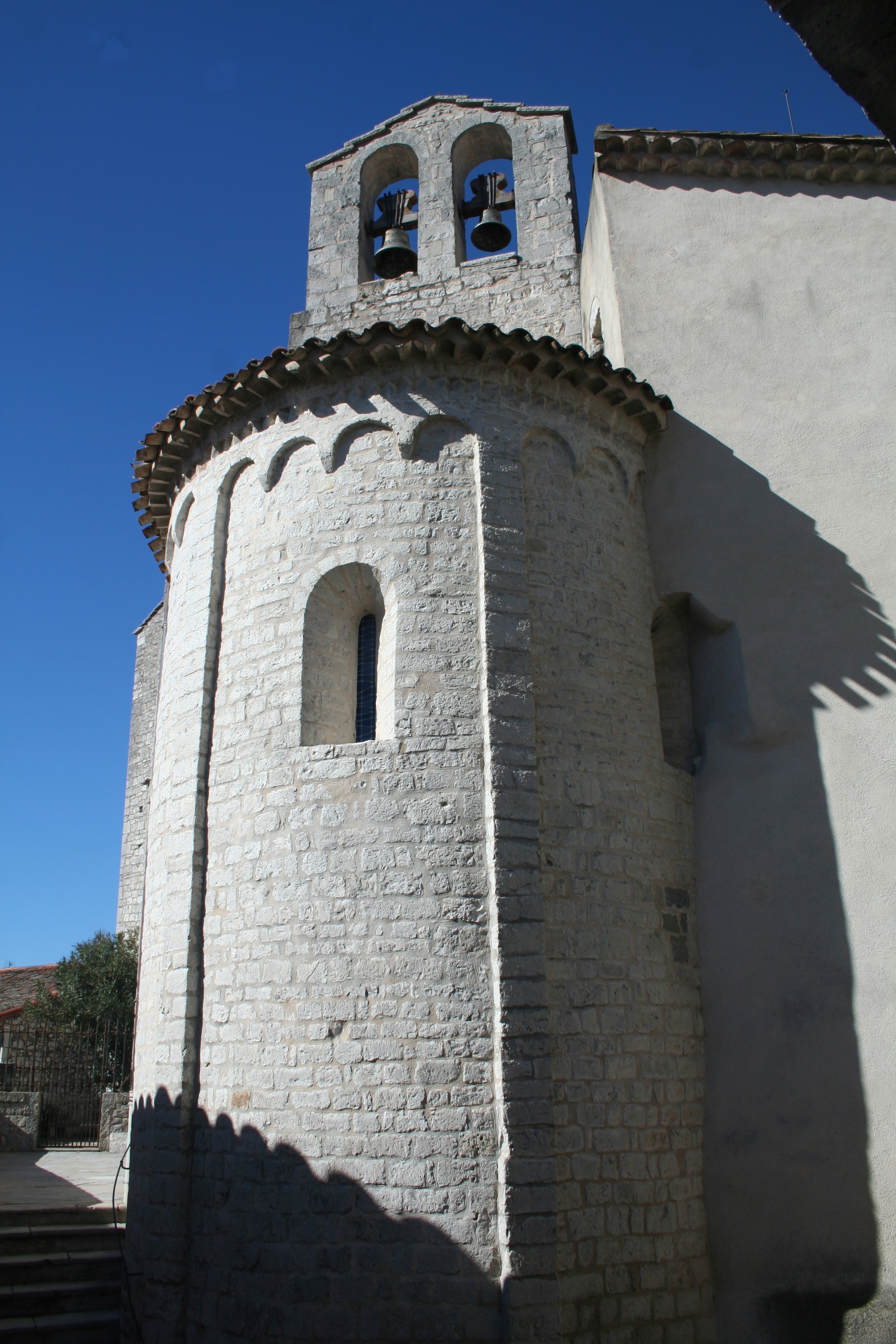
Chevet de la chapelle castrale Saint-Jean.

## Les seigneurs de Laroque
| Image | Nom de la famille et blasonnement | Devise |
| ----- | --- | ------ |
|       | Famille de Sauve, branche cadette de la puissante Maison d'Anduze de gueules à trois étoiles d'or. Béranger de Sauve (de Salve en latin), possédait à Laroque des biens et une partie des droits seigneuriaux. Il est cité en 1155 comme un des trois principaux donateurs pour l'érection de la paroisse. |        |

| Image | Nom de la famille et blasonnement | Devise |
| ----- | --- | ------ |
|       | Famille Arnauld Guillaume Arnauld (Arnaldi en latin), possédait à Laroque des biens et une partie des droits seigneuriaux. Il est cité en 1155 comme un des trois principaux donateurs pour l'érection de la paroisse. |        |

| Image | Nom de la famille et blasonnement | Devise                                     |
| ----- | --- | ------------------------------------------ |
|       | Famille de La Roque d'azur à trois rocs d'échiquier d'or. La branche aînée de la famille de La Roque (de Ruppe ou de Roca en latin), possédait à Laroque des biens et une partie des droits seigneuriaux. Raymond de La Roque est cité en 1155 comme un des trois principaux donateurs pour l'érection de la paroisse. La présence de son fils, ainsi que de bon nombre de ses frères à cette donation incite à penser que cette famille y était établie depuis plusieurs générations. Il est probable que la devise de la famille était déjà celle qui sera reprise par les branches cadettes. Branche dite de Couloubrines (issue de Firmin de La Roque, filiation établie depuis le XVe siècle) d'azur à deux rochers d'argent posés en fasce, alias d'azur au cœur d'or à deux pommes de pin de même attachées au cœur par deux cordons de gueule. Branches dite du Languedoc et du Vivarais (issues de Matthieu de La Roque, filiations établies depuis le XVe siècle) d'azur à deux roches d'argent mises en fasce, alias d'or à un abîme (cœur) de gueule, auquel sont attachées en pointe, par deux cordons de même, deux pommes de pin de sinople, au chef cousu d'argent, chargé de trois mouches à miel de sable. La branche dite du Vivarais, toujours représentée de nos jours, issue au XVIIe siècle de Pierre de La Roque, fait surmonter ses armes d'une couronne de marquis, ayant réuni par alliance trois baronnies : celle d'Aubagnac en Auvergne (1675), celle de Mortesaigne en Velay (1684) et celle de d'Ozon en Vivarais (1756). | Adversis duro. Je fais face à l'adversité. |

| Image | Nom de la famille et blasonnement | Devise |
| ----- | --- | ------ |
|       | Famille de Saussan Les Saussan tirent leur nom de la commune de Saussan dans l'Hérault. Ils ont été coseigneurs de Laroque du XIIIe siècle jusqu'à la Révolution. L'un d'eux, Bertrand de Saussan, a donné en 1630 la cloche qui se trouve toujours sur le donjon. Il est enterré dans la chapelle Saint-Jean. Quelques années plus tard, en 1655, Isabeau de Saussan s'est mariée avec Hector de La Tour, baron de Cornillon et a transmis ses droits sur Laroque à sa fille Marie de La Tour, dame de La Roque et d'Arènes. Marie de La Tour, qui est enterrée avec sa mère dans la chapelle Saint-Jean, blasonnait d'azur à une tour d'argent, maçonnée de sable, au chef cousu de gueules chargé de trois heaumes d'argent. |        |

| Image | Nom de la famille et blasonnement | Devise |
| ----- | --- | ------ |
|       | Famille de Roquefeuil De gueules écartelé par un filet d'or à douze cordelières de même, trois dans chaque quartier. Les Roquefeuil tirent leur nom d'un ancien fief situé sur le mont Guiral, à la limite entre la commune de Saint-Jean-du-Bruel, dans le département de l'Aveyron, et celle d'Alzon dans le département du Gard. Ils ont été coseigneurs de Laroque du XVIIe siècle jusqu'à la Révolution, à la suite du mariage en 1674 de Fulcrand de Roquefeuil, vicomte de Gabriac avec Marie de La Tour, dame de La Roque et d'Arènes, dont il eut Henri de Roquefeuil, marquis de Roquefeuil, marié en 1717 à Françoise de Montaud et qui fut père de François de Roquefeuil, marquis de Roquefeuil, décédé en 1764. Ces trois générations sont enterrées dans la chapelle Saint-Jean. |        |